# Arcade-System

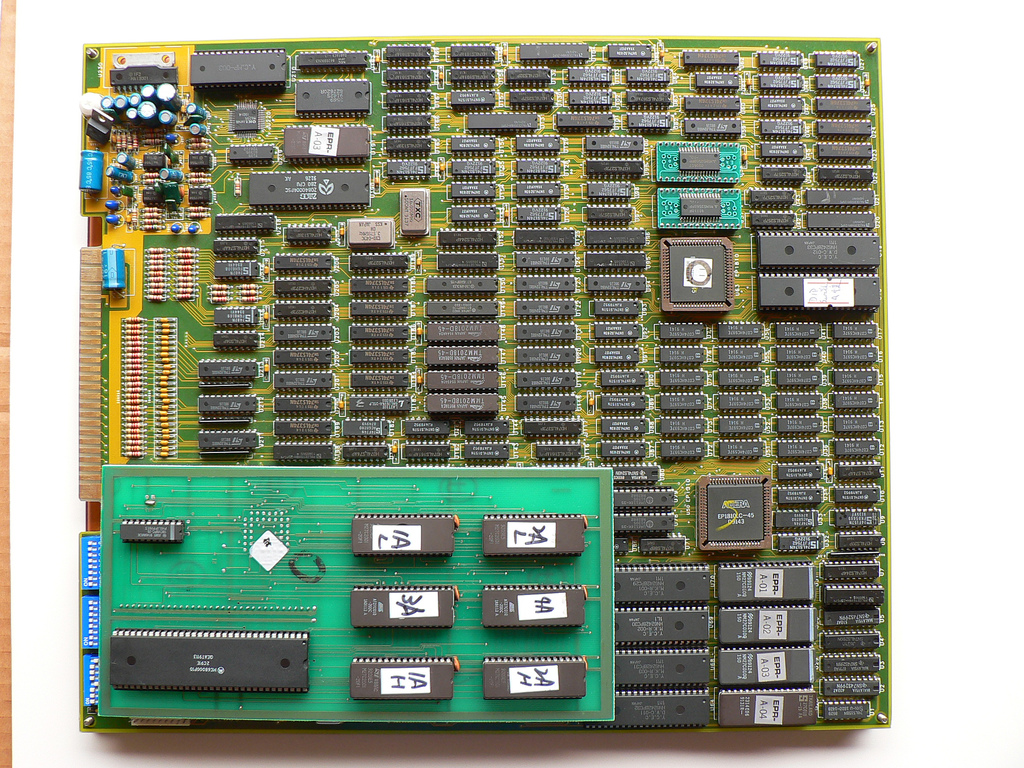
PCB eines Super-Street-Fighter-II-Klons

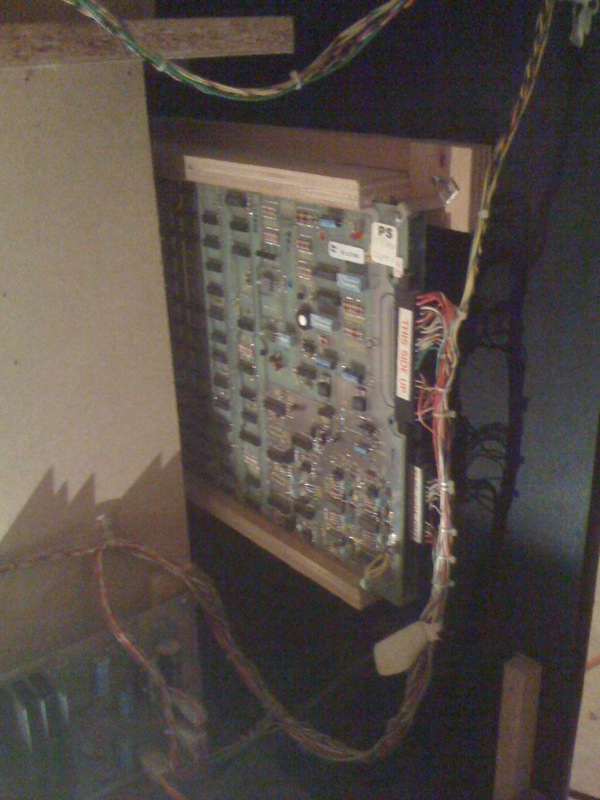
PCB des Spiels Tempest in einem Automaten

Ein Arcade-System ist eine standardisierte Plattform oder eine Hardwarezusammenstellung auf einem Board, die als die Basis für viele Arcadespiele mit sehr ähnlichen Hardwareanforderungen verwendet wird. Die Platine wird auch Arcade System Board genannt.
Frühere Arcade-Hauptplatinen integrierten das Spiel direkt in die Hauptplatine, was bei der Herstellung aufgrund der standardisierten Bestandteile Kosten sparte, aber verlangte, dass Arcadespiel-Eigentümer eine komplette Hauptplatine für jedes neue Spiel kaufen mussten.
Der erste Standard war das DECO Cassette System von Data East (1980).
Spätere Arcade-Hauptplatinen, einschließlich das Neo Geo, CP System von Capcom, und das Sega NAOMI, trennten die Hauptplatine vom Spiel und verwendeten separate Module.
Diese Methode nützte Herstellern und den Betreibern der Spielhallen: die Produktionskosten konnten aufgrund höherer Stückzahlen enorm gesenkt werden, und die Eigentümer der Automaten konnten verschiedene Spiele auf dem gleichen System laufen lassen.